# Григорьевка (Аркадакский район)
Григорьевка  — деревня в Аркадакском районе Саратовской области России. Входит в состав Львовского сельского поселения.

## Географическое положение
Расположена на левом берегу реки Большой Аркадак, на высоте 143 м над уровнем моря. Близлежащие населённые пункты: село Ивановка и село Алексеевка. Единственная улица в деревне — Центральная.
Расстояние
- до районного центра города Аркадак: 26 км по автодороге;
- до центра сельского поселения (село Львовка): 17,5 км по автодорогам;
- до ближайшей ж/д станции Аркадак: 26 км по автодороге.

## История
Согласно сведениям IV ревизии о помещичьих крестьянах Балашовской округи Саратовского наместничества, которая проводилась в 1781—1783 годах, деревня Григорово (Григорьевка) упоминается как новопоселённая, «при состроенном в 1739 году хуторе». Деревня основана крестьянами из Шацкого уезда и из Малороссии, переселёнными сюда графом Разумовским и затем обрусевшими.
По данным 1859 года во владельческой деревне Григорьевка 1-го стана Балашовского уезда Саратовской губернии проживало 392 человека (193 мужчины, 199 женщин) в 48 дворах.
В 1886—1887 годах была проведена подворная перепись. В деревне Григорьевка Ивановской 1-й волости Балашовского уезда проживало 226 мужчин и 239 женщин в 84 наличных приписных домохозяйствах и 21 житель обоего пола в 5 семьях постороннего населения (итого 486 человек, великороссы, православные, из них 11 грамотных). Надел составлял 255 десятин удобной земли (в том числе 132 десятины пашни). Из скота имелось 165 рабочих и 35 нерабочих лошадей, 125 коров, 46 гулевых и 68 телят, 623 овцы и 64 свиньи; пчеловодства не было. Площадь посева составляла 534,9 десятины, большей частью на арендованной казённой или владельческой пашне (365,7 десятин за деньги и 50,3 исполу), а также на наделе. Обрабатывали посевы в основном своим скотом. 4 двора были без посева. Имелись 1 каменная и 84 деревянных избы (84 были покрыты соломой или камышом и одна тёсом), промышленных и торговых заведений не было.
В деревне в то время проживали крестьяне-собственники, бывшие помещика Салова. Деревня была расположена при впадении речки Дубовая в реку Аркадак, в одну улицу, длиной в одну версту и шириной до 300 саженей. Воду брали в основном из 6 колодцев. Деревня входила в приход села Ивановка. Крестьяне сначала были на оброке, в 1830-х годах переведены на барщину. Получали на тягло по 2,5 десятины полевой земли и более 1 десятины покоса. При выходе на волю были два года на двухдневной барщине, а затем в 1863 году получили малый надел — 255 десятин на 170 ревизских душ. Надел находился в одном участке длиной 2 версты и шириной от 300 до 700 саженей и сначала был исключительно луговым. До 1863 года жители владели землёй по тяглам, делили каждые 8–10 лет. С 1870 года жители постепенно стали распахивать надельную землю; в 1882 году распахали её всю. Не осталось ни покоса, ни леса. Пашня была со скатом к реке Аркадак. В ней встречались небольшие овраги, пять осенью высыхающих озёр, топи и солончаки, но в целом она была ровная. Почва — чернозём на 1/2 аршина, подпочва — жёлтая глина. Для постройки домов покупали брусья в Салтыковке, а для мелких хозяйственных надобностей — деревья у соседних владельцев. Топили кизяком и редко соломой. Огороды делились по душам, по 6x80 саженей на душу — 3x80 саженей гуменников по суходолу и 3x80 коноплянников около речки. С 1861 года общественной запашки не было; имелся хлебный магазин. Из общественных работ чаще всего встречалась чинка мостов (работали поочерёдно).
На надельной земле сеяли в основном пшеницу, а также понемногу рожь, овёс и просо. На съёмных землях сеяли в основном овёс и рожь. До окончания крепостного права сеяли преимущественно рожь и овёс, затем из-за дешевизны земли стали сеять пшеницу, но с удорожанием земли посевы пшеницы стали уменьшаться. Поле находилось в одном месте и эксплуатировалось каждый год, при этом урожаи становились с каждым годом хуже. На одну десятину высевалось 7 мер ржи, 14 мер овса, 1,5 меры проса, 7,5 мер пшеницы, 6 мер гречи и 4,5 мер льна. В 1886 году рожь занимала 42 % посевной площади, овёс — 23 %, пшеница — 21 %, просо — 9 %, греча, картофель и лён — в сумме 5 % посева. Пшеницу продавали в селе Турки. По надельному выгону паслись только лошади и телята, а остальной скот гулял по жнивам. В 1883 году сельское общество арендовало у соседнего землевладельца участок под пашню — 350 десятин около деревни сроком на шесть лет. Участок разбили на три поля (пар, яровое и озимое). Кроме того, большинство крестьян снимало в основном у него же пашню по отдельности (под пшеницу и под рожь); также арендовали покосы. В 1885 году общество сняло у него пастбище в двух участках (160 десятин трёхлетней залежи и непаханые бугры). Главным занятием жителей было земледелие. Большинство жителей работало в поле в соседних имениях, отчасти при молотьбе — в основном отрабатывая аренду пашни и пастбищ. Из ремесленников имелись лишь один сапожник и один столяр, на сторону ходили 5 батраков и один землекоп. Всего было 23 промышленных рабочих, из них 13 батраков и 6 пастухов. Также некоторые занимались подвозом хлеба к станции Салтыковке. Своей школы не было из-за нехватки средств.
По переписи 1897 года в деревне проживало 515 человек (246 мужчин и 269 женщин), все православные.
Согласно земским сведениям, в 1911 году в деревне Григорьевка той же волости проживало 570 человек (272 мужчины и 298 женщин) в 84 хозяйствах приписного населения. В населении преобладали великороссы. Крестьянские посевы занимали 56 десятин надельной, 713 — купленной и 148 десятин арендованной земли (итого 917 десятин). 33,7 % посева использовалось под рожь, 27,5 % — под овёс, 27,1 % посева использовалось под пшеницу, 8,2 % занимало просо, 3,5 % — подсолнечник. Имелось 218 голов рабочего скота (лошадей и быков), 138 голов молочного и 107 — гулевого скота (жеребят, телят и бугаёв), а также 839 голов мелкого скота (овец и свиней).
По переписи 1926 года в деревне Григорьевка, единственном населённом пункте Григорьевского сельсовета Аркадакской волости Балашовского уезда, жило 734 человека (338 мужчин и 396 женщин) в 134 крестьянских и 6 прочих хозяйствах.

## Население
| 2010 |
| ---- |
| 52   |

По переписи 2002 года в деревне Григорьевка Ивановского сельского округа Аркадакского района проживало 85 человек, русские (100 %). В 2005 году деревня вошла в состав Львовского сельского поселения. По переписи 2010 года — 52 человека (28 мужчин, 24 женщины). По переписи 2021 года — 15 человек, все русские.